# Куп Југославије у фудбалу 1976/77.
Куп Југославије у фудбалу у сезони 1976/77. је двадесетдевето такмичење за Пехар Маршала Тита.
Победник Купа је постао Хајдук из Сплита, по шести пут у историји.
Финале је одиграно 24. маја 1977. године у Београду на стадиону Црвене звезде.

## Шеснаестина финала
| Утак. | Клуб, Место      | Резултат | Клуб, Место         |
| ----- | ---------------- | -------- | ------------------- |
| 1     | Борац Бања Лука  | 5–1      | Динамо Загреб       |
| 2     | Динамо Винковци  | 2–1      | Трепча              |
| 3     | Хајдук Сплит     | 1–0      | Челик Зеница        |
| 4     | Истра            | 2–3      | Нови Сад            |
| 5     | ОФК Титоград     | 0–2      | Слобода Тузла       |
| 6     | Партизан         | 1–0      | Жељезничар Сарајево |
| 7     | Победа Прилеп    | 1–3      | Будућност Титоград  |
| 8     | Раднички Пирот   | 2–1      | Раднички Крагујевац |
| 9     | Ријека           | 1–0      | Напредак Крушевац   |
| 10    | Рудар Какањ      | 4–1      | Меркатор            |
| 11    | Сарајево         | 2–1      | Црвена звезда       |
| 12    | Слога Добој      | 1–2      | Раднички Ниш        |
| 13    | Спартак Суботица | 2–5      | Рад                 |
| 14    | Вардар II        | 1–0      | Вележ Мостар        |
| 15    | Загреб           | 6–1      | ОФК Београд         |
| 16    | Војводина        | 2–0      | Олимпија Љубљана    |

## Осмина финала
| Утак. | Клуб               | Резултат    | Клуб           |
| ----- | ------------------ | ----------- | -------------- |
| 1     | Будућност Титоград | 1–0         | Рудар Какањ    |
| 2     | Борац Бања Лука    | 1–1 (2–3 п) | Хајдук Сплит   |
| 3     | Динамо Винковци    | 3–2         | Раднички Пирот |
| 4     | Нови Сад           | 1–0         | Ријека         |
| 5     | Сарајево           | 3–0         | Партизан       |
| 6     | Рад                | 1–2         | Раднички Ниш   |
| 7     | Слобода Тузла      | 4–2         | Загреб         |
| 8     | Вардар             | 5–3         | Војводина      |

## Четвртфинале
| Утак. | Клуб               | Резултат    | Клуб            |
| ----- | ------------------ | ----------- | --------------- |
| 1     | Будућност Титоград | 3–2         | Сарајево        |
| 2     | Хајдук Сплит       | 1–1 (5–4 п) | Вардар          |
| 3     | Нови Сад           | 1–1 (4–1 п) | Динамо Винковци |
| 4     | Раднички Ниш       | 2–1         | Слобода Тузла   |

## Полуфинале
| Утак. | Клуб         | Резултат    | Клуб               |
| ----- | ------------ | ----------- | ------------------ |
| 1     | Хајдук Сплит | 2–0         | Нови Сад           |
| 2     | Раднички Ниш | 1–1 (4–5 п) | Будућност Титоград |

## Финале
| Клуб                                     | Резултат | Клуб |
| ---------------------------------------- | --- | --- |
| Хајдук Сплит                             | 2 - 0 (про.) | Будућност Титоград |
| Датум                                    | 24. мај, 1977. | 24. мај, 1977. |
| Стадион                                  | Стадион Црвене звезде, Београд | Стадион Црвене звезде, Београд |
| Гледалаца                                | 60.000 | 60.000 |
| Судија                                   | Владо Таузес, Љубљана | Владо Таузес, Љубљана |
| Хајдук (тренер: Јосип Дуванчић)          | Иван Каталинић, Лука Перузовић, Ведран Рожић, Марио Бољат, Шиме Лукетин, Марин Куртела, Славиша Жунгул, Дражен Мужинић, Бориша Ђорђевић, Давор Чоп, Ивица Шурјак                         | Иван Каталинић, Лука Перузовић, Ведран Рожић, Марио Бољат, Шиме Лукетин, Марин Куртела, Славиша Жунгул, Дражен Мужинић, Бориша Ђорђевић, Давор Чоп, Ивица Шурјак                         |
| Будућност Титоград (тренер: Марко Валок) | Момчило Вујачић, Никола Јанковић, Рајко Фолић, Јанко Мирочевић, Војислав Вукчевић, Чедомир Милошевић, Драгомир Ковачевић, Радован Бошковић, Мојаш Радоњић, Анте Мирочевић, Петар Љумовић | Момчило Вујачић, Никола Јанковић, Рајко Фолић, Јанко Мирочевић, Војислав Вукчевић, Чедомир Милошевић, Драгомир Ковачевић, Радован Бошковић, Мојаш Радоњић, Анте Мирочевић, Петар Љумовић |
| Стрелци                                  | 1-0 Лукетин 100' 2-0 Жунгул 114' | 1-0 Лукетин 100' 2-0 Жунгул 114' |